# Luis de la Cruz y Ríos
Luis de La Cruz y Ríos (Puerto de la Cruz, Tenerife, Canarias, España, 1776-Antequera, Málaga, Andalucía, España, 1853) fue un pintor español del siglo XIX.

## Biografía
Su aprendizaje artístico lo inició en su tierra de la mano de su padre, el pintor, tallista y estofador Manuel Antonio de la Vera Cruz, y luego con Juan de Miranda.
Activo en su juventud en Tenerife, a los 22 años parte para Gran Canaria, trabajando allí en la catedral de Las Palmas. En esta isla dejó obras como el retrato de Manuel Verdugo y Albiturría que se hallaba en la Sacristía de la mencionada catedral y también el que se encontraba en su sala capitular, junto a otros trabajos. Luego, en Tenerife, pueden verse cuadros suyos en la iglesia de Nuestra Señora de la Peña de Francia, en el Puerto de la Cruz.
Fue alcalde real en 1808 de su ciudad natal y profesor de dibujo del Consulado del Mar de la ciudad tinerfeña de San Cristóbal de La Laguna. En 1815 es nombrado por Fernando VII pintor de Cámara del Rey, año en que se traslada a la Península. En la Corte destacó como miniaturista, y sus obras son regaladas por el monarca a embajadores y otros personajes destacados.
Sus últimos años transcurren en Andalucía, donde fue profesor del paisajista Carlos de Haes. Fue nombrado en 1825, caballero de la Orden de San Miguel, por el rey Carlos X de Francia.

## Obras

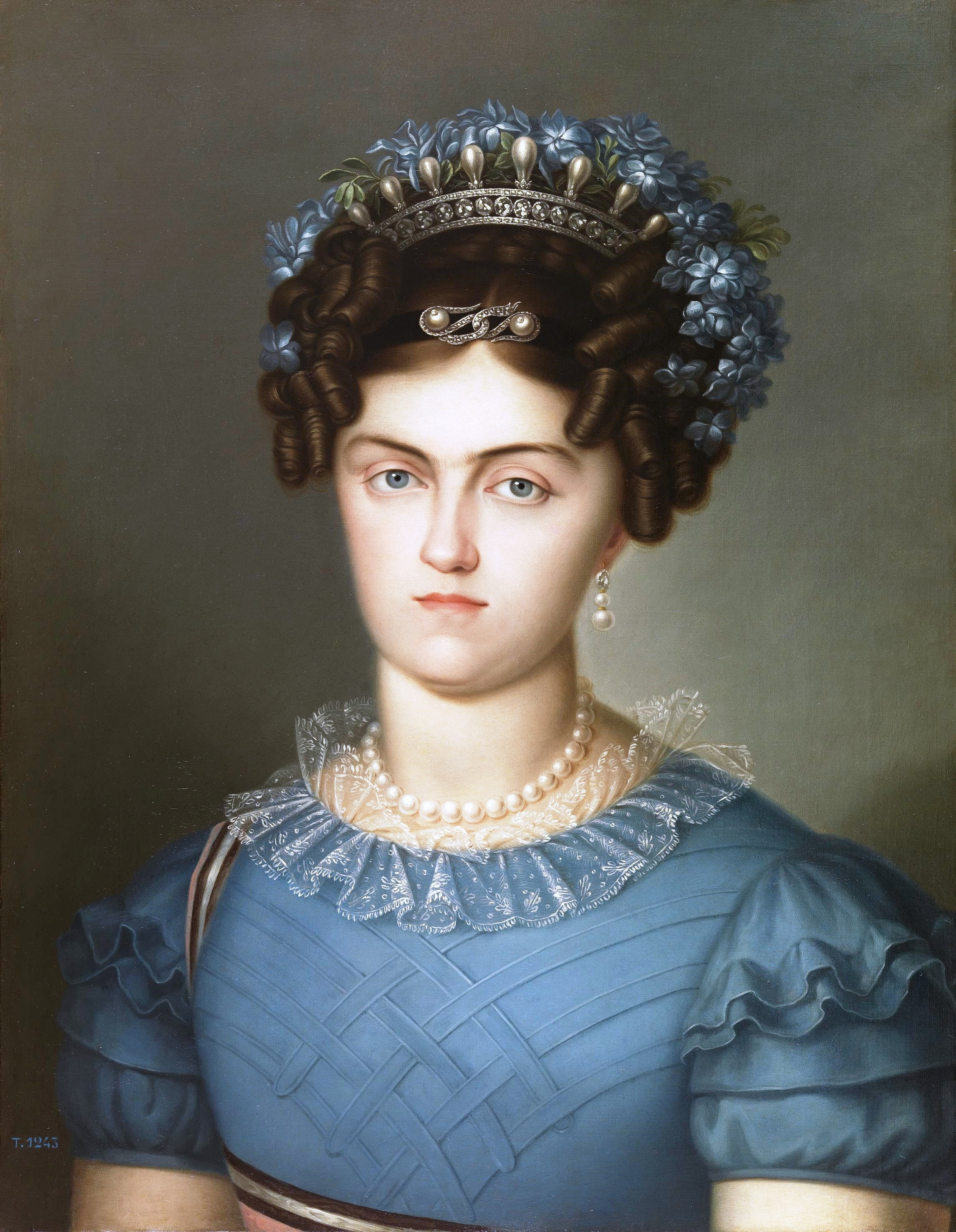
Retrato de María Josefa Amalia de Sajonia (c. 1825), Museo del Prado, Madrid.

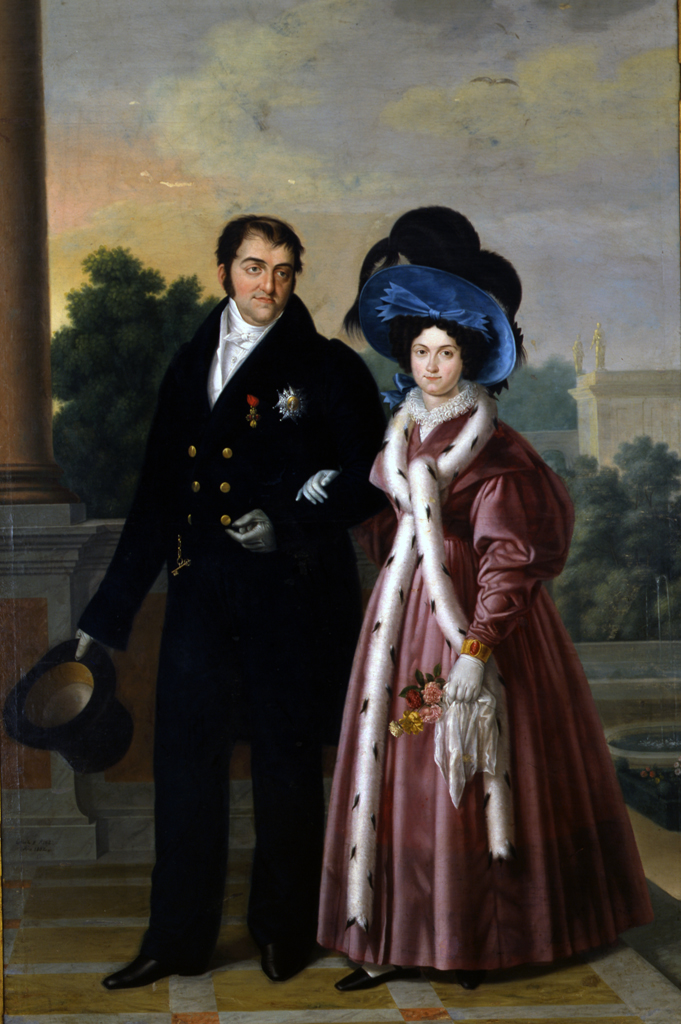
Fernando VII and María Cristina de Borbón-Dos Sicilias (1832), Museo de Bellas Artes de Asturias, Oviedo.

Entre sus obras destacan, entre muchas otras:
- Retrato de la reina María Josefa Amalia de Sajonia (c.1825), tercera mujer de Fernando VII.
- Retrato de Fernando VII.
- Retrato de María Francisca de Braganza (c.1825).
- Autorretrato (c.1830).
- Carlota Joaquina de Borbón (c.1825), reina de Portugal.

## Títulos, órdenes y empleos

### Órdenes
Fue distinguido con las siguientes órdenes españolas y extranjeras:

#### Reino de España
- Caballero Comendador de la Orden de Carlos III.[1]
- Caballero de la Real y Americana Orden de Isabel la Católica.[1]

#### Extranjeras
- Caballero de la Orden de la Espuela de Oro.[1] (Estados Pontificios)
- 1825 -  Caballero de la Orden de San Miguel.[2][1] (Reino de Francia)

### Empleos
Tuvo los siguientes cargos oficiales:

- 25 de enero de 1816 - Pintor honorario de Cámara de Su Majestad .[n 1][5]
- Secretario honorífico de Su Majestad.
- Fiel recaudador de la Puerta del Mar.